# Sean Patrick Flanery
Sean Patrick Flanery (Lake Charles, 11 ottobre 1965) è un attore statunitense, noto soprattutto per il ruolo di Indiana Jones nella serie tv Le avventure del giovane Indiana Jones.

## Biografia
Nato in Louisiana è però cresciuto a Houston, in Texas, dove ha studiato alla Awty International School e alla Dulles High School, inoltre ha frequentato la University of St. Thomas. Flanery iniziò a recitare al college, dopo essersi iscritto ad un corso di recitazione per incontrare una ragazza per la quale aveva una cotta. In seguito si trasferì a Los Angeles, in California, per perseguire la sua carriera da attore.
Acquista popolarità verso gli inizi degli anni novanta interpretando la parte dell'adolescente Indiana Jones nella serie televisiva Le avventure del giovane Indiana Jones, andata in onda tra il 1992 e il 1993, in seguito ha sempre interpretato Indiana Jones in svariati film TV tratti dalla serie.
Negli anni seguenti ha partecipato a diversi film,  come Powder - Un incontro straordinario con un altro essere, Best Men - Amici per la pelle, Semplicemente irresistibile, The Boondock Saints - Giustizia finale e The Boondock Saints 2 - Il giorno di Ognissanti. Tra il 2002 e il 2007 ha interpretato Greg Stillson in The Dead Zone, nel 2009 è apparso in Deadly Impact e nel 2010 è stato nel cast di Saw 3D - Il capitolo finale.

## Filmografia parziale

### Cinema
- Tigre reale (A Tiger's Tale), regia di Peter Douglas (1987)
- Frank e Jesse (Frank & Jesse), regia di Robert Boris (1994)
- Storie d'amore (The Grass Harp), regia di Charles Matthau (1995)
- Raging Angels, regia di Alan Smithee (1995)
- Powder - Un incontro straordinario con un altro essere (Powder), regia di Victor Salva (1995)
- Eden, regia di Howard Goldberg (1996)
- The Method, regia di Kevin Lewis (1996)
- Just Your Luck, regia di Gary Auerbach (1996)
- Pale Saints, regia di Joel Wyner (1997)
- Suicide Kings, regia di Peter O'Fallon (1997)
- Best Men - Amici per la pelle (Best Men), regia di Tamra Davis (1997)
- Girl, regia di Jonathan Kahn (1998)
- Nonna trovami una moglie (Zack and Reba), regia di Nicole Bettauer (1998)
- Semplicemente irresistibile (Simply Irresistible), regia di Mark Tarlov (1999)
- The Boondock Saints - Giustizia finale (The Boondock Saints), regia di Troy Duffy (1999)
- Body Shots, regia di Michael Cristofer (1999)
- D-Tox, regia di Jim Gillespie (2002)
- Lone Hero, regia di Ken Sanzel (2002)
- Impatto criminale (Con Express), regia di Terry Cunningham (2002)
- A Gentleman's Game, regia di J. Mills Goodloe (2002)
- Kiss the Bride, regia di Vanessa Parise (2002)
- Una promessa mantenuta (The Gunman), regia di Daniel Millican (2004)
- Demon Hunter, regia di Scott Ziehl (2005)
- Veritas, Prince of Truth, regia di Arturo Ruiz-Esparza (2006)
- The Insatiable, regia di Chuck Konzelman e Cary Solomon (2006)
- KAW - L'attacco dei corvi imperiali (KAW), regia di Sheldon Wilson (2007)
- Ten Inch Hero, regia di David Mackay (2007)
- Nuovi inizi (Crystal River), regia di Brett Levner (2008)
- The Whole Truth, regia di Colleen Patrick (2009)
- The Boondock Saints 2 - Il giorno di Ognissanti (The Boondock Saints II: All Saints Day), regia di Troy Duffy (2009)
- Impatto fatale (Deadly Impact), regia di Robert Kurtzman (2010)
- Bad Cop - Polizia violenta (Sinners & Saints), regia di William Kaufman (2010)
- Saw 3D - Il capitolo finale (Saw 3D), regia di Kevin Greutert (2010)
- InSight, regia di Richard Gabai (2011)
- The Devil's Carnival, regia di Darren Lynn Bousman (2012)
- 12 cuccioli da salvare (12 Dogs of Christmas: Great Puppy Rescue), regia di Kieth Merrill (2012)
- Mission Park (Line of Duty), regia di Bryan Ramirez (2013)
- Phantom, regia di Todd Robinson (2013)
- Scavengers, regia di Travis Zariwny (2013)
- Dark Power, regia di John Milton Branton (2013)
- Ombre dal passato (Broken Horses), regia di Vidhu Vinod Chopra (2015)
- My First Miracle, regia di Rudy Luna (2015)
- Johnny Frank Garrett's Last Word, regia di Simon Rumley (2016)
- Kepler's Dream, regia di Amy Glazer (2016)
- Gibby, regia di Phil Gorn (2016)
- Operazione Valchiria 2 - L'alba del Quarto Reich (Beyond Valkyrie: Dawn of the 4th Reich), regia di Claudio Fäh (2016)
- When the Starlight Ends, regia di Adam Sigal (2016)
- The Evil Within, regia di Andrew Getty (2017)
- Flashburn, regia di Giorgio Serafini (2017)
- Trafficked, regia di Will Wallace (2017)
- Lasso, regia di Evan Cecil (2017)
- Furthest Witness, regia di Adam Del Giudice (2017)
- Unhinged, regia di Dan Allen (2018)
- 100 Yards, regia di Ross Campbell e Dale Fabrigar (2019)
- Howlers, regia di Josh Ridgway (2019)
- The Outsider, regia di Timothy Woodward Jr. (2019)
- 2177: The San Francisco Love Hacker Crimes, regia di Jose Figueroa (2019)
- American Fighter, regia di Shaun Paul Piccinino (2019)
- Acceleration, regia di Michael Merino e Daniel Zirilli (2019)
- Il cacciatore della luna piena (The Orchard), regia di Michael Caissie (2020)
- Lady Driver - Veloce come il vento (Lady Driver), regia di Shaun Paul Piccinino (2020)
- Nato campione (Born a Champion), regia di Alex Ranarivelo (2021)
- Insight, regia di Ken Zheng e Livi Zheng (2021)
- Assault on VA-33, regia di Christopher Ray (2021)
- All I Want for Christmas, regia di B. Harrison Smith (2021)
- Love Hurts, regia di Hiroshi Katagiri (2022)
- Frank and Penelope, regia di Sean Patrick Flanery (2022)
- The Weapon, regia di Tony Schiena (2023)
- Nefarious, regia di Chuck Konzelman e Cary Solomon (2023)
- Get the Girl, regia di Chris Jai Alex (2023)

### Televisione
- Le avventure del giovane Indiana Jones (The Young Indiana Jones Chronicles) – serie TV, 33 episodi (1992)
- Il grande amore di Ginevra (Guinevere), regia di Jud Taylor – film TV (1994)
- The Adventures of Young Indiana Jones: Hollywood Follies (1994) - film TV
- The Adventures of Young Indiana Jones: Treasure of the Peacock's Eye (1995) - film TV
- The Adventures of Young Indiana Jones: Attack of the Hawkmen (1995) - film TV
- The Adventures of Young Indiana Jones: Travels with Father (1996) - film TV
- The Adventures of Young Indiana Jones: Spring Break Adventure (1999) - film TV
- The Adventures of Young Indiana Jones: Adventures in the Secret Service (1999) - film TV
- The Adventures of Young Indiana Jones: Daredevils of the Desert (1999) - film TV
- The Adventures of Young Indiana Jones: Tales of Innocence (1999) - film TV
- The Adventures of Young Indiana Jones: Masks of Evil (1999) - film TV
- The Adventures of Young Indiana Jones: Love's Sweet Song (2000) - film TV
- The Adventures of Young Indiana Jones: Demons of Deception (2000) - film TV
- The Adventures of Young Indiana Jones: Espionage Escapade (2001) - film TV
- The Adventures of Young Indiana Jones: Winds of Change (2001) - film TV
- The Diamond Hunters - miniserie TV, episodi 1x1 e 1x2 (2001)
- Streghe (Charmed) – serie TV, episodio 5x03 (2004)
- CSI - Scena del crimine (CSI: Crime Scene Investigation) – serie TV, episodio 7x05 (2006)
- Numb3rs – serie TV, episodio 4x08 (2007)
- Criminal Minds – serie TV, episodio 5x02 (2010)
- Dexter – serie TV, 8ª stagione (2013)
- The Boys – serie TV, 1 episodio (2022)

## Doppiatori italiani
Nelle versioni in italiano delle opere in cui ha recitato, Sean Patrick Flanery è stato doppiato da:
- Riccardo Rossi in Semplicemente irresistibile, The Boondock Saints - Giustizia finale, Criminal Minds, The Boys
- Giorgio Borghetti ne Le avventure del giovane Indiana Jones, D-Tox
- Francesco Bulckaen ne Il grande amore di Ginevra, Diamond Hunters
- Christian Iansante in Saw 3D - Il capitolo finale, Nato campione
- Simone D'Andrea ne Le avventure del giovane Indiana Jones (edizione VHS)
- Luca Ward in CSI - Scena del crimine
- Tony Sansone in KAW - L'attacco dei corvi imperiali
- Teo Bellia in Dexter
- Daniele Raffaeli in Lady Driver - Veloce come il vento